# بخش بینتیسینکو د مایو، چاکو
بخش بینتیسینکو د مایو، چاکو (به اسپانیایی: Veinticinco de Mayo Department, Chaco) یک سکونتگاه مسکونی در آرژانتین است که در ایالت چاکو واقع شده‌است.